# IC 4904
IC 4904 ist eine Spiralgalaxie vom Hubble-Typ Sa im Sternbild Pfau am Südsternhimmel.
Das Objekt wurde am 21. September 1900 von DeLisle Stewart entdeckt.